# Cladech
Cladech é uma comuna francesa na região administrativa da Nova Aquitânia, no departamento Dordonha. Estende-se por uma área de 5,4 km². Em 2010 a comuna tinha 109 habitantes (densidade: 20,2 hab./km²).